# Zespół budynków Politechniki Wrocławskiej D1 i D2

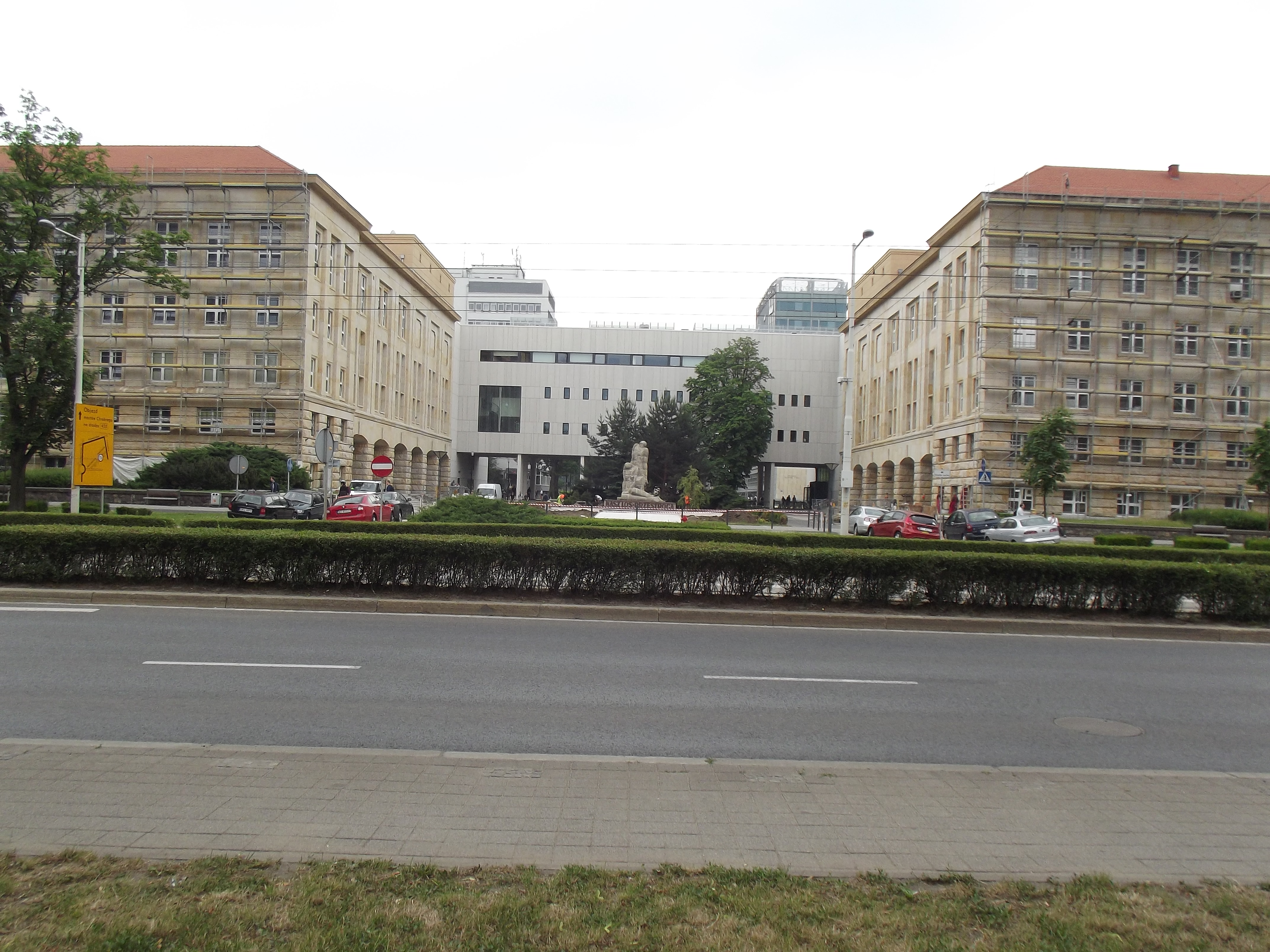
Skwer między budynkami, pomnik

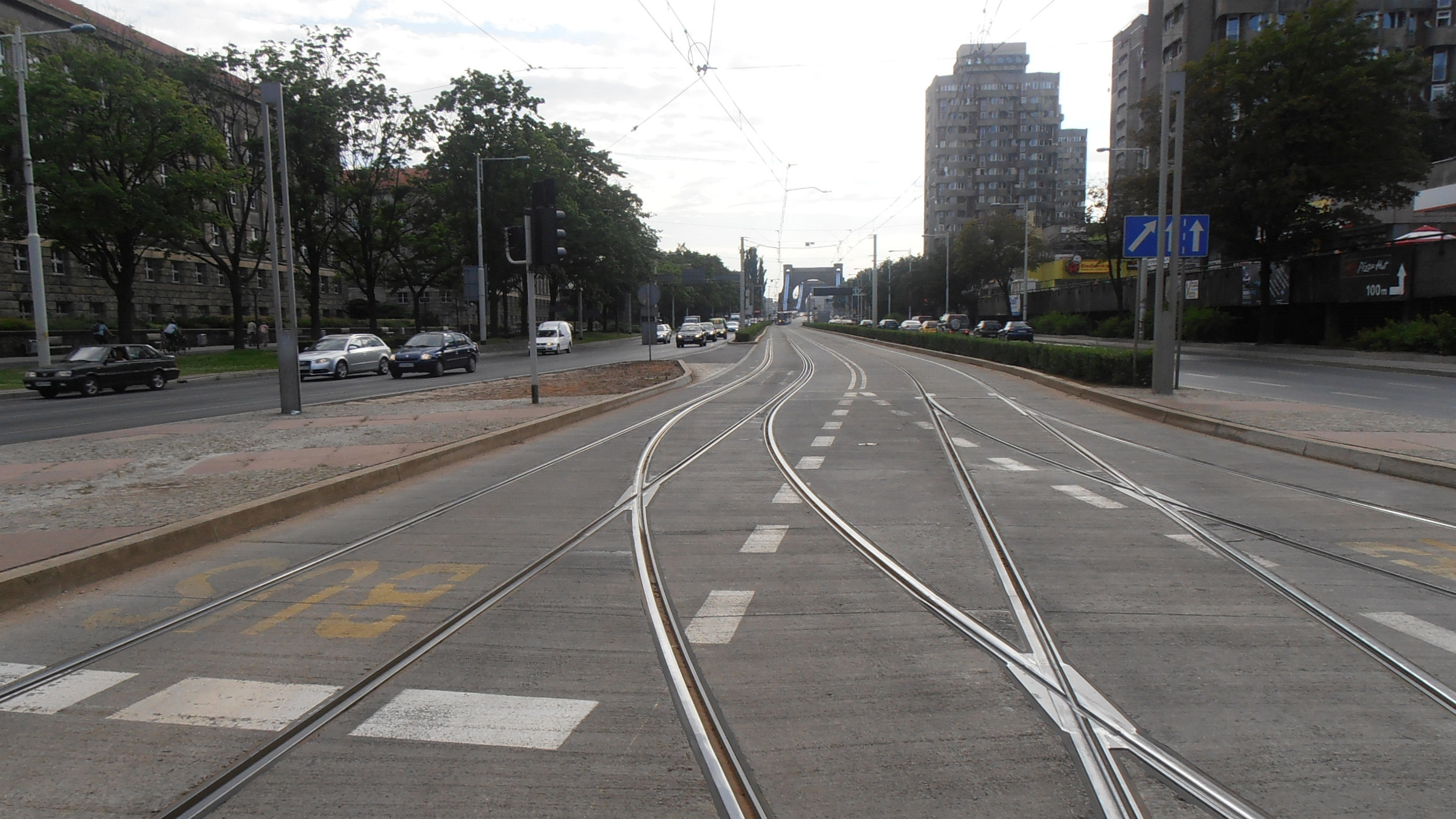
Plac Grunwaldzki, po lewej aleja i budynki, w tle Most Grunwaldzki

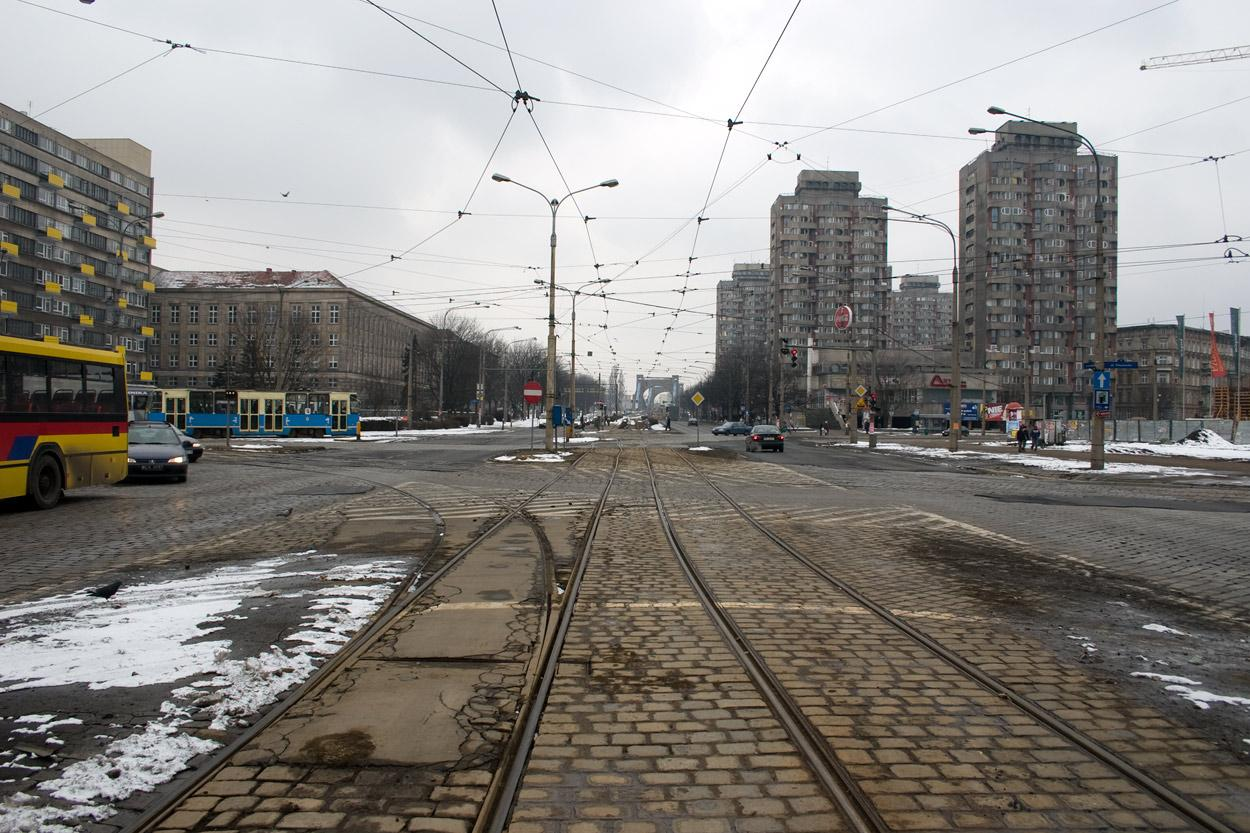
Plac przed przebudową, po lewej Dom Naukowca i budynki, po prawej zespół zabudowy mieszkaniowej

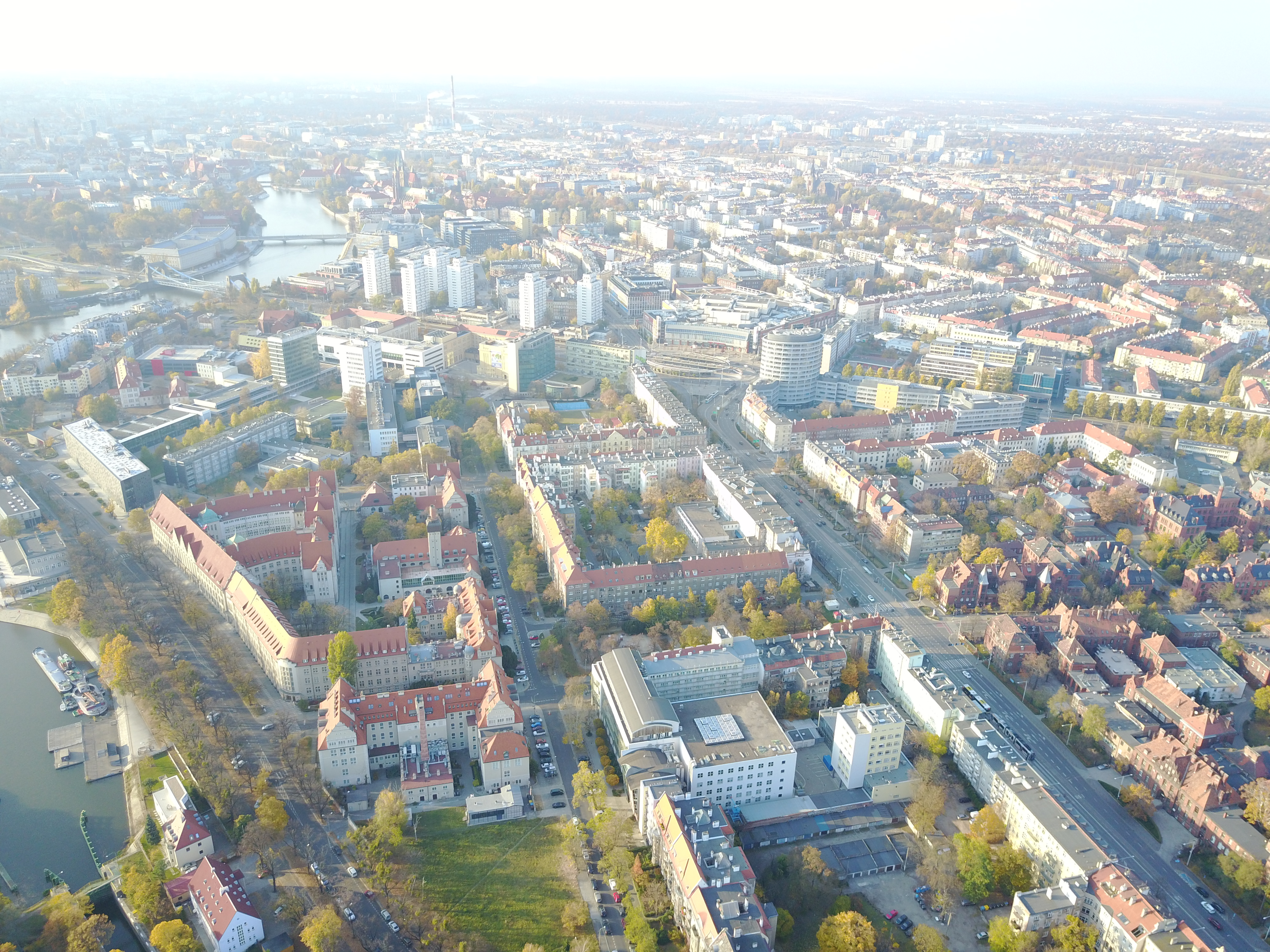
Kampus

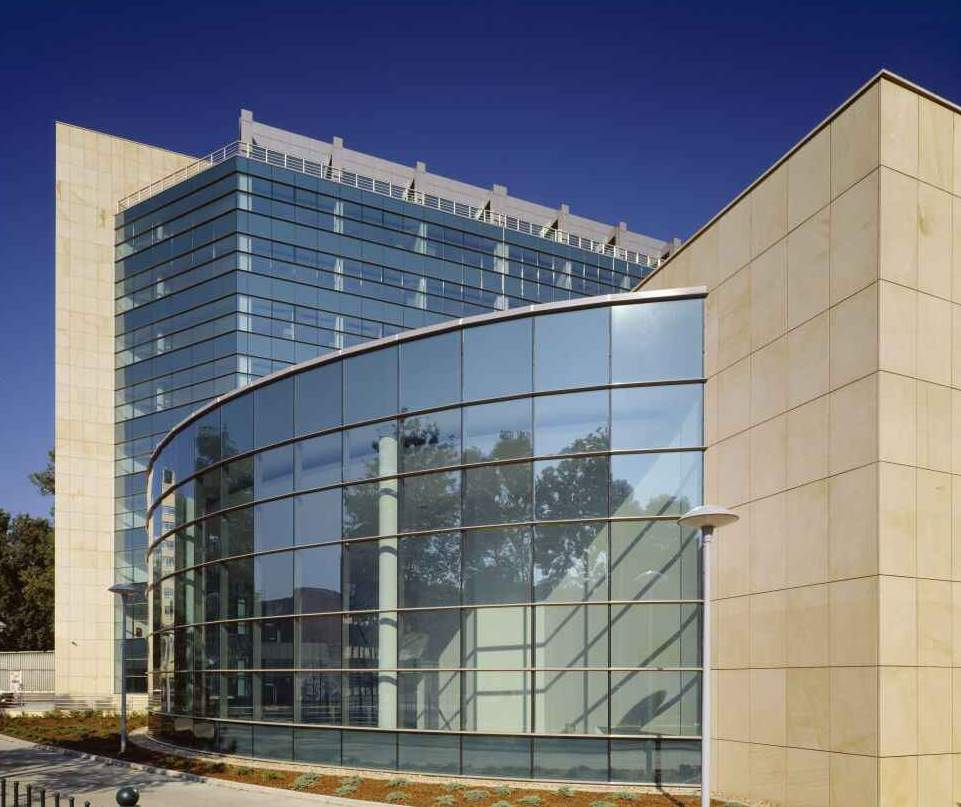
Budynek D20

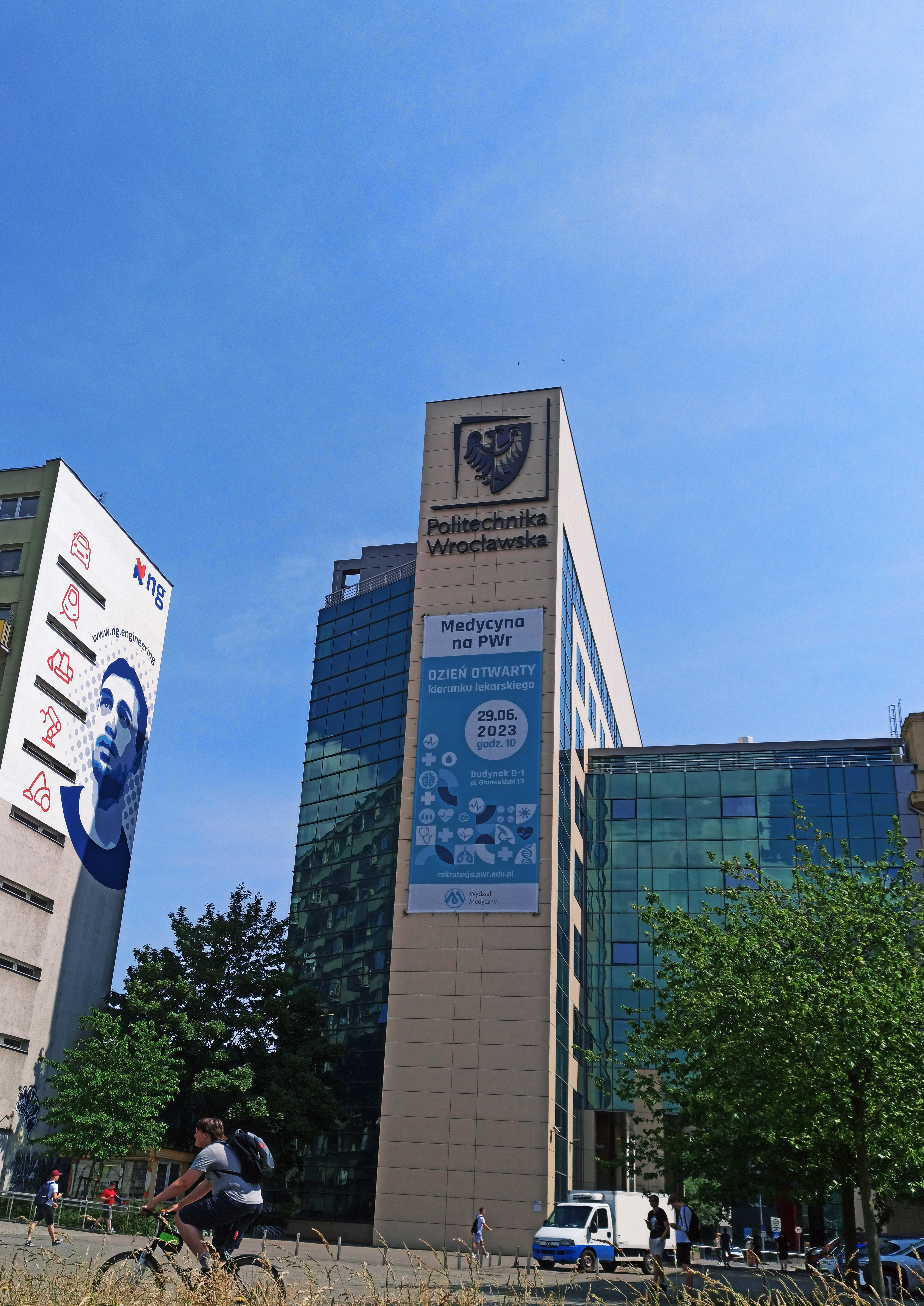
Budynek D21

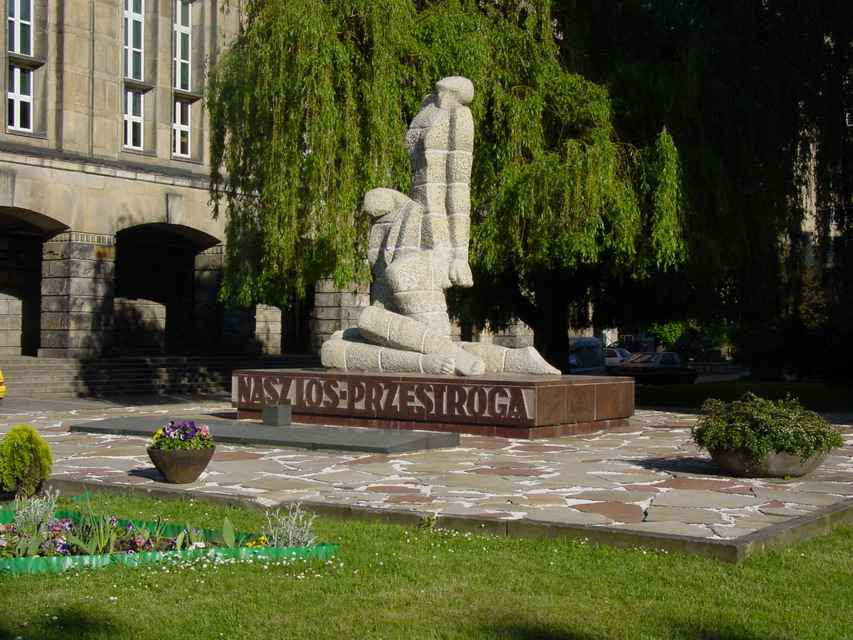
Pomnik

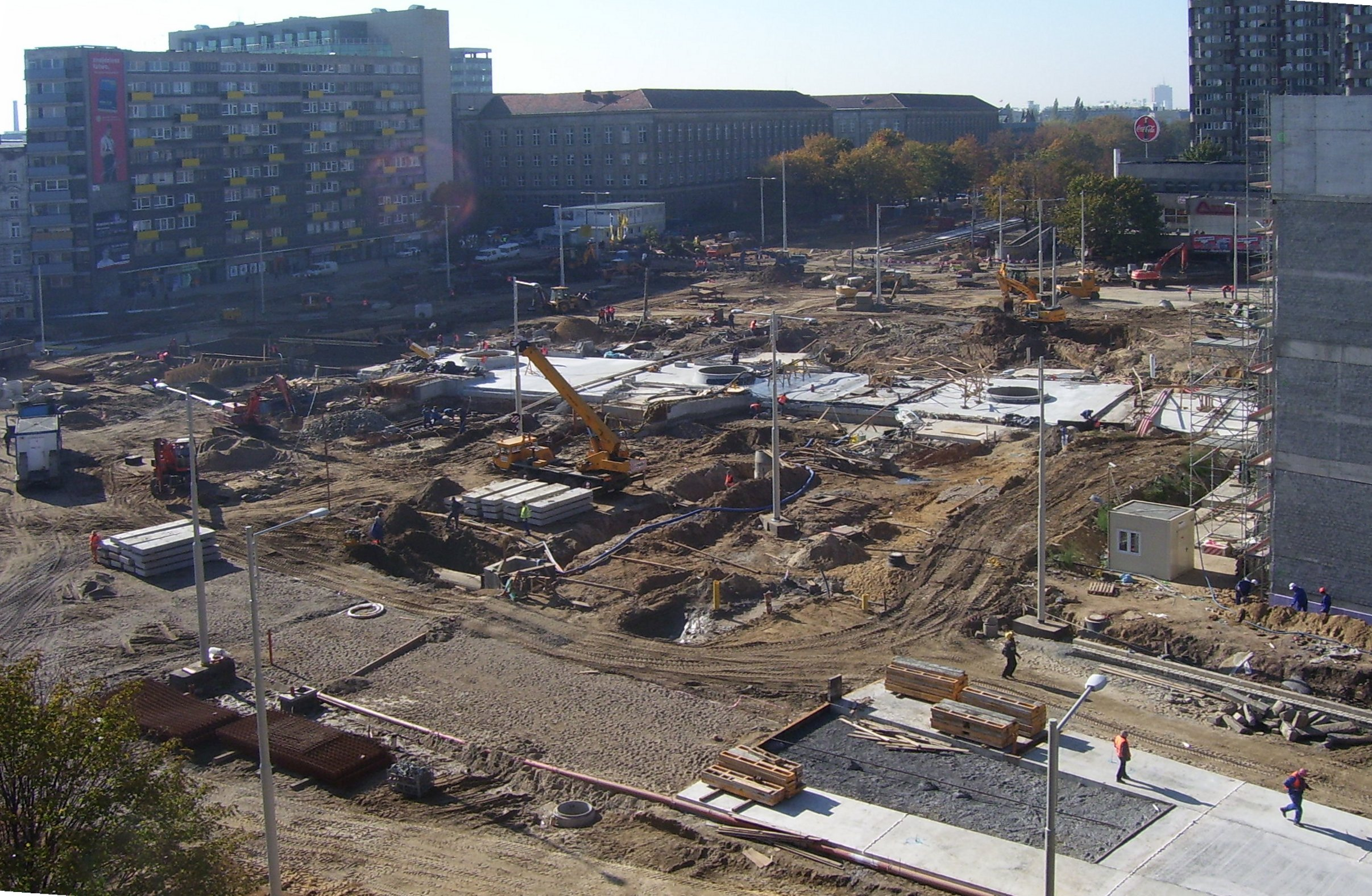
Przebudowa placu, Dom Naukowca i budynki D1, D2

Zespół budynków Politechniki Wrocławskiej D1 i D2 – zespół dwóch budynków dydaktycznych, oznaczonych odpowiednio jako D1 i D2 (lub D-1 i D-2), położonych we Wrocławiu na osiedlu Plac Grunwaldzki. Zespół tej zabudowy należy do Politechniki Wrocławskiej. Budynek D1 ma przypisany adres przy placu Grunwaldzkim 13, a budynek D2 przy placu Grunwaldzkim 9. Projekt zabudowy powstał w latach 1948–1950. Projektantami byli Tadeusz Brzoza i Zbigniew Kupiec. Budowa budynków została zrealizowana w latach 1950–1955. Obejmowała dwa wolnostojące, bliźniacze budynki między którymi wykreowano reprezentacyjne wejście od strony placu na tereny uczelni. Były to jedne z pierwszych budynków, które powstały po II wojnie światowej na obszarze placu Grunwaldzkiego. Ich stylistyka nawiązuje do obowiązującej wówczas doktryny socrealizmu, choć podkreśla się, że jest to jedynie nawiązanie powierzchowne do tego nurtu, a wręcz wskazuje się wyraźne odniesienia do polskiego klasycyzującego modernizmu z lat 30. XX wieku. Zarówno kompozycja, układ urbanistyczny, a nawet sama architektura, zbierają także współcześnie pozytywne opinie. Budynki wpisane są do gminnej ewidencji zabytków, choć postuluje się, aby objąć je ochroną w ramach rejestru zabytków.

## Położenie i otoczenie
Budynki dydaktyczne Politechniki Wrocławskiej oznaczone jako D1 i D2 położone są we Wrocławiu na osiedlu Plac Grunwaldzki. Budynek D1 ma przypisany adres przy placu Grunwaldzkim 13, a budynek D2 przy placu Grunwaldzkim 9. Ich współrzędne geograficzne (jako całego zespoły zabudowy) określone są jako: szerokość geograficzna – 51°6'35.72"N, długość geograficzna – 17°3'28.13"E.
Część miasta, w której leżą budynki, zaliczana jest do obszarów zabudowy śródmiejskiej, z dużym stopniem wykorzystania terenu oraz z dużą gęstością zaludnienia. Charakterystycznymi cechami takiej zabudowy jest blok urbanistyczny w postaci kwartału zabudowy, z ciągłymi pierzejami wzdłuż ulic i placów. Przedmiotowe budynki, dzięki swojemu położeniu wzdłuż placu, ich skali, układowi oraz architekturze, tworzą takie właśnie pierzeje tego odcinka placu Grunwaldzkiego. Występują w tym rejonie także licznie ważne obiekty i obszary publiczne, obiekty uczelniane oraz komercyjne.
W sąsiedztwie budynków i w szerszej okolicy znajduje się liczna zabudowa związana z wyższymi uczelniami, w tym w bezpośrednim ich sąsiedztwie pozostała zabudowa kampusu Politechniki Wrocławskiej. Po przeciwnej stronie placu zabudowa obejmuje zespół mieszkaniowy przy placu Grunwaldzkim (tzw. Sedesowce / Manhattan), natomiast w pierzei placu budynek D2 sąsiaduje z Kościołem Najświętszego Serca Jezusowego wraz zabudową towarzyszącą przy placu Grunwaldzkim 3, a budynek D1 z zabudową kampusu (budynek D-20) oraz z tzw. Domem Naukowca przy placu Grunwaldzkim 15 i następne numery nieparzyste.
Teren ten charakteryzuje się także wyjątkowo korzystnym dostępem do infrastruktury komunikacyjnej, a budynek D1 sąsiaduje z najlepszym dostępem do tej infrastruktury, a w sąsiedztwie budynków znajdują się przystanki zarówno tramwajowe, jak i autobusowe dla linii komunikacyjnych w ramach wrocławskiej komunikacji miejskiej, zarówno dziennych, jak i nocnych (w ciągu osi głównej placu Grunwaldzkiego, przystanki o nazwach: most Grunwaldzki i plac Grunwaldzki).

## Historia
Obszar na którym zbudowano omawiane budynki przed drugą wojną światową zagospodarowany był gęstą zabudową o charakterze śródmiejskim tworzącym dzielnicę mieszkaniową. W rejonie samych budynków zabudowa ta obejmowała kamienice (w miejscu, w którym powstał budynek D2) oraz Kościół imienia Marcina Lutra (w miejscu, w którym powstał budynek D1). Pod koniec II wojny światowej podczas oblężenia Wrocławia z 1945 r. prowadzone działania wojenne uniemożliwiły hitlerowcom korzystanie z wrocławskich lotnisk. Zdecydowano, że dla potrzeb oblężonego miasta zostanie przygotowane nowe lotnisko w centrum miasta. W tym celu wyburzono zabudowę dzielnicy mieszkaniowej na olbrzymim obszarze obecnego placu Grunwaldzkiego, a tzw. oś Grunwaldzka miała stanowić pas startowy tego lotniska. Wyburzenie objęło także wspominany wyżej kościół. W ten sposób po zakończeniu wojny pozostał tu duży teren, wolny od zabudowy, tworzący szeroki, pusty plac, rozciągający się do Mostu Grunwaldzkiego do Mostu Szczytnickiego.
Pierwsze prace projektowe dotyczące koncepcji zabudowy placu prowadzono już pod koniec lat 40. XX wieku. Dla jego południowej części w rejonie Mostu Grunwaldzkiego projekt zabudowy opracował zespół działający pod kierunkiem prof. Andrzeja Frydeckiego. Został on pozytywnie zaopiniowany przez ówczesnego ministra odbudowy, którym był Marian Spychalski. Ten właśnie projekt przewidywał budowę dwóch bliźniaczych budynków dla potrzeb politechniki z uwzględnieniem wykreowania od strony placu reprezentacyjnego wejścia na teren uczelni, z urządzeniem dziedzińca typu cour d'honneur. Ta część wymienionej koncepcji została skierowana do realizacji jako jedna z pierwszych większych inwestycji na tym obszarze.
Projekt szczegółowy zabudowy tej części placu wraz dwoma budynkami dydaktycznymi powstał w latach 1948–1950. Projektantami byli Tadeusz Brzoza i Zbigniew Kupiec. Pierwotnie zaplanowano budowę budynków na planie prostokąta, zgodnie z wymienioną wyżej koncepcją ogólną, z wewnętrznymi dziedzińcami. Nieco inna też planowana była sama architektura budynków. Zaproponowano wykonanie symetrycznych fasad z podcieniami, które miały być podparte ośmioma filarami, oraz zgodnie z doktryną socrealistyczną, dekoracje figuralne przedstawiające postacie z atrybutami techniki i nauki, ale stylizowane na antyczne. Ostatecznie koncepcje te zostały jednak zmienione i każdy z budynków został wykonany jako trójskrzydłowy, z wejściami przesłoniętymi sześcioma arkadami. Zrezygnowano także z dekoracji figuralnych. Teren pod budowę obiektów Zarząd Miejski miasta Wrocławia przekazał Politechnice Wrocławskiej w kwietniu 1950 r.
Budowa budynków została zrealizowana w latach 1950–1955, przy czym symboliczny początek budowy miał miejsce w dniu 22.07.1950 r. (uroczystość położenia kamienia węgielnego). Budynek D1 oddano do użytkowania na przełomie lat 1954/1955 ówcześnie dla potrzeb Wydziału Elektrycznego (i z tego względu ówcześnie budynek ten nazywano „Nowy Elektryczny”), a budynek D2 w 1955 r. z przeznaczeniem dla Wydziału Lotniczego. Po likwidacji tego ostatniego wydziału budynek D2 przeznaczono dla Wydziału Mechanizacji Rolnictwa, a z kolei po jego likwidacji w 1958 r., dla Wydziału Inżynierii Sanitarnej. Samą budowę określano jako sztandarową inwestycję lat 50. XX wieku nie tylko dla Politechniki Wrocławskiej, ale i całego Wrocławia. Miała stanowić pierwszy etap rozbudowy uczelni.
W tej samej pierzei po północnej stronie budynku D1 w 1956 r. zaprojektowano budynek mieszkalny, oddany do użytkowania w 1960 r., przy placu Grunwaldzkim 15 i n., tzw. Dom Naukowca. Przeciwna strona osi placu została zabudowana zespołem mieszkalno-usługowym (tzw. Sedesowce) w latach 1967–1978.
W 1964 r. ustawiono i odsłonięto na skwerze położonym pomiędzy budynkiem D1 i D2 pomnik ku czci pomordowanym profesorom lwowskim w czasie tzw. mordu profesorów lwowskich – Pomnik Pomordowanych Profesorów Lwowskich (Pomnik Pomordowanych Profesorów Lwowskich Szkół Akademickich, Pomnik Rozstrzelanych Profesorów Lwowskich).
Po wprowadzeniu w Polsce stanu wojennego w dniu 13 grudnia 1981 r. rozpoczęto na uczelni strajk okupacyjny. Zorganizowany został w budynku A1 oraz w budynku D1. W nocy z 14 na 15 grudnia 1981 r. strajk w budynku A1 został spacyfikowany przez Zmotoryzowane Odwody Milicji Obywatelskiej (ZOMO). Natomiast w budynku D1 strajk przerwano około godziny 10:00, w odpowiedzi na apel między innymi ówczesnego rektora, którym był Tadeusz Zipser, prorektora – Andrzeja Wiszniewskiego i prof. Krzysztofa Pigonia.
W 1991 r. w podcieniu budynku D1 zamontowano tablicę pamiątkową poświęconą zamordowanym w 1941 roku profesorom Politechniki Lwowskiej. Jej odsłonięcie miało miejsce dnia 4 lipca 1991 r.
W latach 2000–2010 prowadzono w budynkach różne prace remontowe i konserwacyjne. Część z tych prac zmieniła w pewnym stopniu architekturę obiektów. Przykładowo wykonano wymianę stolarki okiennej na okna PVC, przy czym część okien portfenetrowych została zmniejszona.
W XXI wieku powstały nowe obiekty w ramach kampusu uczelnianego w tym przylegające do obu budynków. Jest to budynek przy ulicy Zygmunta Janiszewskiego 8 przyległy do budynku D1 (budynek D-20 Wydział Elektryczny) zbudowany w 2007 r. (2006 r.) oraz budynek przy placu Grunwaldzkim 11a przylegający do obu budynków i zamykający dziedziniec pomiędzy oboma budynkami (ze skwerem profesora Kazimierza Idaszewskiego) – zamykający tzw. oś Profesorów (aleję Profesorów). Ten drugi z budynków to nowa biblioteka zbudowana w latach 2010–2013 na podstawie projektu firmy Heinle, Wischer und Partner (budynek D-21: Bibliotech – Strefa Otwartej Nauki z laboratoriami cyfrowymi, digitalizacji i komputeryzacji, systemów informacyjnych oraz nauczania elektronicznego).

## Zabudowa i zagospodarowanie terenu
Zespół budynków Politechniki Wrocławskiej D1 i D2 obejmuje dwa bliźniaczo podobne budynki przeznaczone dla potrzeb dydaktyki, oddalone od siebie na około 40 m, położone wzdłuż osi Grunwaldzkiej. W przestrzeni tej utworzono otwarty początkowo z dwóch stron, a współcześnie z jednej strony, dziedziniec ze skwerem, pas zieleni od strony głównej alei jaką tworzy oś placu Grunwaldzkiego, oraz obiekty komunikacji i pomocnicze od strony kampusu uczelnianego. Pole powierzchni zabudowy budynku D1 wynosi 3.167 m², a w przypadku budynku D2 jest to 2.772 m² oraz dla położonych przy nim budynków pomocniczych jest to odpowiednio 63 m² i 62 m². Oprócz wymienionych budynków pomocniczych znajdują się tu inne obiekty użytkowe i tymczasowe. Natomiast przy budynku D1 urządzono parking.
Oba budynki stoją od siebie rozdzielone przestrzenią tworzącą półotwarty dziedziniec, który oprócz funkcji komunikacyjnej zawiera w sobie także uporządkowaną zieleń tworząca skwer profesora Kazimierza Idaszewskiego. Tu ustawiony jest Pomnik Pomordowanych Profesorów Lwowskich. Od strony placu Grunwaldzkiego pozostaje on otwarty tworząc reprezentacyjne wejście w obręb kampusu uczelnianego. Natomiast po stronie przeciwnej został on domknięty nowym budynkiem przylegającym do budynków D1 i D2, ale z zapewnieniem możliwości komunikacji z aleją Profesorów biegnącą w głąb kampusu dzięki prześwitowi pod budynkiem w poziomie terenu.
Pas zieleni od strony placu urządzono w postaci wyniesionego ponad teren na około 1 m, szerokiego trawnika z nasadzeniem roślinności niskiej. Od terenu przyległego oddzielony jest murem oporowym z ciosów kamiennych. Dalej w osi placu wybudowano szeroki chodnik, za którym znajduje się pas zieleni z podwójnym szpalerem drzew. Rosnące tu drzewa to klony.
Główne wejścia do budynków zaprojektowano i wykonano od strony wymienionego wyżej dziedzińca. Na poziomie terenu urządzono dojazdy i dojścia, z miejscami parkingowymi. Z poziomu terenu do wejść prowadzą schody. W późniejszym czasie wykonano także urządzenia umożliwiające wejście do budynków na wózkach inwalidzkich. Wejścia dodatkowe położone na poziomie terenu znajdują się w tylnych częściach budynku od podwórza każdego z budynków.

## Architektura oraz aspekty budowlane

### Wprowadzenie do architektury
Budynki Politechniki Wrocławskiej D1 i D2 zostały zbudowane pod rządami doktryny socrealizmu i do niej nawiązuje ich architektura. Są to obiekty o stylistyce klasycyzującej. Do ich kształtowania użyto form historyzujących. Równocześnie architekci stworzyli, także dzięki opisanym wyżej zmianom do koncepcji pierwotnej, projekt budynków o wyraźnych odniesieniach do polskiego modernizmu z lat 30. XX wieku. Budynki są bliźniaczo podobne, choć różnią się nieco, w szczególności w zakresie układu wnętrz i programu użytkowego.
Zasadnicza bryła każdego z budynków ma trzy skrzydła rozplanowane prostopadle do siebie. Jej rzut prostokątny na płaszczyznę poziomą przypomina kształtem literę U, ale o nierównej długości ramion. Oprócz tego w wewnętrznych dziedzińcach wzdłuż środkowego, dłuższego skrzydła północno-zachodniego (biegnącego równolegle do osi placu Grunwaldzkiego) zbudowano w przyziemiu warsztaty. W budynku D1 znajduje się hala wysokich napięć oraz sala amfiteatralna. Natomiast w obrębie dziedzińca budynku D2 zbudowano budynek pomocniczy oznaczony jako D3.

### Parametry charakterystyczne
| parametr              | budynek D1                                     | budynek D2 |
| --------------------- | ---------------------------------------------- | ---------- |
| liczba kondygnacji    | 5                                              | 5          |
| podpiwniczenie        | tak                                            | tak        |
| powierzchnia zabudowy | 3.167 m²                                       | 2.772 m²   |
| kubatura              | 48.784 m³ w tym hala wysokich napięć 15 226 m³ | 54 090 m³  |
| powierzchnia użytkowa | 7.040 m² w tym hala wysokich napięć 574,5 m²   | 7.600 m²   |

### Aspekty budowlane
Pod względem konstrukcyjno-materiałowym oba budynki wykonane są w sposób podobny. Fundamenty budynków wykonano jako wylewane z betonu. Ściany konstrukcyjne są murowane z cegły, przy czym stosowano częściowo także cegłę pochodzącą z rozbiórki innych obiektów. Filary w budynkach wykonano jako żelbetowe. Stropy również są żelbetowe. Nad główną częścią budynków wykonane są dachy spadziste oparte na więźbie dachowej w konstrukcji drewnianej, w układzie kleszczowo-płatwiowym. Nad halą wysokich napięć, salą amfiteatralną oraz niskimi częściami budynków, w których mieszczą się warsztaty, wykonano dachy płaskie. Pokrycie dachów stromych wykonane jest z dachówki karpiówki, a dachów płaskich z papy, przy czym nad salą i warsztatami dodatkowo wykonane są świetliki z luksferów. We wnętrzach budynków do wykonania ścianek działowych zastosowano zarówno cegłę, jak i pustaki typu Siporex oraz płyty gipsowo-kartonowe. Posadzki komunikacji i na schodach wewnętrznych wykonane z lastrico. W przyziemiu są to płytki barwy szarej, w holu głównym oraz głównych korytarzach koloru czarnego i jasnoszarego tworzące geometryczne wzory, a na schodach jasnoszare z czarnym cokołem. W salach z kolei na wierzchniej warstwie podłogi przeważają parkiety. Jedynie sporadycznie znaleźć można panele podłogowe lub płytki gresowe. Natomiast w warsztatach posadzki wykonano jako betonowe. Okna w budynkach są białe, PVC. Drzwi główne, w holu są dębowe z przeszkleniami, a niektóre z doświetleniem po bokach skrzydła. Do sal skrzydła drzwiowe są drewniane, pełne z płycinami, malowane. W budynkach wykonane są instalacje: centralnego ogrzewania (grzewcza), wodna, kanalizacyjna, elektryczna, teletechniczna, gazowa oraz klimatyzacji.

### Rzut i bryła
Bryły budynków określa się jako zwarte i masywne, a nawet nieco przysadziste. Jak wyżej wspomniano zasadnicza bryła każdego z budynków składa się z trzech skrzydeł, które są prostopadle do siebie. W rzucie prostokątnym na płaszczyznę poziomą przybierają kształt litery U o nierównych długościach stosunkowo krótkich ramion i najdłuższym boku w skrzydle środkowym łączącym skrzydła boczne (choć niektórzy autorzy podają, że jest to kształt greckiej litery Ω), przy czym te skrzydła biegną wzdłuż osi placu Grunwaldzkiego współtworząc jego pierzeję. Na kształt bryły wpływ wywiera jeszcze dach, który jest w obrębie tych trzech zasadniczych skrzydeł, dachem skośnym, z wyłączeniem hali wysokich napięć w budynku D1, wyodrębnionej klatki schodowej i południowych sekcji skrzydeł położonych przy skwerze nad salami wykładowymi. Główne wejścia do budynków znajdują się od strony dziedzińca utworzonego pomiędzy nimi i znajdują się ponad poziomem terenu. Z tego względu zbudowano tu szerokie schody terenowe, w późniejszych latach uzupełnione o urządzenia przeznaczone dla osób niepełnosprawnych zapewniające dostęp do budynków dla tych osób. Przed wejściami w bryle budynków wyodrębniono podcienie wsparte na filarach. Budynki są dwutraktowe. Mają po dwie klatki schodowe w narożach budynku, przy czym jedna z nich jest wyodrębniona z bryły zasadniczej każdego z budynków po wewnętrznej stronie styku skrzydła głównego i bocznego. W każdym z budynków znajduje się także po jednym szybie widny. Ponadto z bryły głównej wyodrębniona jest część parterowa w wewnętrznych dziedzińcach budynków biegnąca wzdłuż dłuższego, centralnego skrzydła, w której urządzone są warsztaty, a która to część przykryta jest dachem płaskim z charakterystycznymi świetlikami.

### Elewacje
Zasadniczo elewacje budynków zostały obłożone płytami z piaskowca. W partii cokołowej są to płyty rustykalne, a powyżej o gładkiej powierzchni. Wskazuje się, iż wymienione kamieniarka została opracowana i wykonana bardzo solidnie oraz starannie.
Fasada główna każdego z budynków, wejściowa od strony skweru jest piętnastoosiowa, o układzie asymetrycznym. W narożach fasady zaprojektowano akcenty w postaci trzyosiowego pseudoryzalitu po stronie północnej i trzech osi okien, trzech płycin w kształcie kwadratu i attyki po stronie południowej. W poziomie parteru wykonano podcień z wejściem głównym do budynku. Sześć arkad w postaci łuku odcinkowego opartych jest na pięciu filarach środkowych i dwóch skrajnych, o przekrojach prostokątnych. Na ich elewacjach wykonano rustykalne boniowanie. Arkady zwieńczone są prostymi agrafami. Elewacja północna tworząca południową pierzeję placu Grunwaldzkiego ma dwadzieścia jeden osi. Charakteryzuje się rytmicznością i symetrią. Partia cokołowa jest stosunkowo wysoka i zakończona wydatnym gzymsem. Powyżej niej osie okienne są rozdzielone lizenami pod dachem połączonymi płaskim fryzem. Nad tą częścią wykonano gzyms koronujący. Jest on wysunięty i ukształtowany z rozmieszczonych płyt piaskowca o różnym odcieniu – naprzemiennie jaśniejszy i ciemniejszy. Elewacje: wschodnia budynku D1 i zachodnia D2, jest dziesięcioosiowa, zbudowana analogicznie jak elewacja północna, ale z akcentem w narożu w postaci trójosiowego ryzalitu. W budynku D1 jest ona przedłużona ślepą ścianą hali wysokich napięć. Elewacje tylne, południowe, obejmują jedenastoosiową elewację środkową każdego z budynków oraz bezokienne ściany szczytowe skrzydeł budynków (współcześnie przesłonięte przylegającymi budynkami z wyłączeniem zachodniego skrzydła budynku D2). Ponadto znajdują się tu elewacje wychodzące na wewnętrzne dziedzińce każdego z budynków na skrzydłach bocznych. W budynku D1 jest to elewacja wschodnia pięcioosiowa oraz na przeciwległym skrzydle elewacja zachodnia o dwunastu osiach. Tu osie zbliżonych do siebie okien rozdzielone są parami lizen. Natomiast boczna klatka schodowa zaznaczona jest z obu stron trzema pionowymi, wąskimi przeszkleniami. Elewacje hali w budynku D1 są bezokienne, proste, zróżnicowane jedynie dzięki wykonaniu pionowych płycin oraz boniowania w partii cokołowej.

### Dachy
Jak wyżej ogólnie wspomniano, zasadniczo dachy obu budynków są dachami skośnymi (spadzistymi), dla których konstrukcję nośną wykonano w postaci drewnianej więźby dachowej w układzie kleszczowo-płatwiowym. Te części dachu pokryte są dachówką karpiówką. Natomiast połacie dachów płaskich w innych częściach budynków pokryto papą. I tak odpowiednio nad skrzydłem dłuższym, centralnym wykonany jest dach czterospadowy, a nad krótszymi dachy dwuspadowe. Tylko krótsze, zachodnie skrzydło budynku D2 ma nakrycie dachem trójspadowym. W częściach skrajnych z amfiteatralnymi salami w południowych narożnikach, są wykonane dachy płaskie ze świetlikami. Taki dach płaski ze świetlikami zbudowany jest także nad położonymi w wyodrębnionej z zasadniczej bryły budynku parterowej części, w której urządzone są warsztaty. Ponadto dach płaski, ale bez świetlików, znajduje się nad wyodrębnioną z bryły budynku boczną klatką schodową oraz halą wysokich napięć w budynku D1. Wszystkie świetliki w obu budynkach wypełnione są luksferami. Wokół płaskich dachów nad salami amfiteatralnymi oraz halą wysokich napięć w budynku D1 zbudowano z czterech stron osłaniający mur attykowy.

### Wnętrza, program użytkowy
Główne wejście do każdego z budynków znajduje się w fasadzie od strony skweru. Prowadzą do niego schody, a następnie podcień, dalej wydzielony przedsionek. Znajdują się tu oryginalne, okrągłe plafony oświetleniowe. Z przedsionka przechodzi się do wysokiego, reprezentacyjnego holu. Znajdują się tu dwie kolumny podpierające sufit, których powierzchnia ukształtowana została przy pomocy charakterystycznego żłobkowania oraz które mają dyskretnie dekorowane głowice. W tej części zachowane są oryginale elementy ciemnej stolarki takie jak zabudowa portierni i szatni, drzwi oraz inne jak kute żyrandole podwieszone na łańcuchach. Dalej generalnie układ wewnętrzny obiektów określa się jako dwutraktowy, korytarzowy, z wejściami do sal z korytarzy biegnących wzdłuż skrzydeł budynków. Do komunikacji pionowej przeznaczone są dwie klatki schodowe i jedna winda. Główna klatka schodowa to reprezentacyjne, szerokie schody z dekoracyjną balustradą. Klatka schodowa boczna dostępna jest z przyziemia lub z pięter od pierwszego do trzeciego. W przyziemiu znajdują się warsztaty z wejściem od parteru lub od zewnątrz. Na pierwszym piętrze budynku D1 sufit podparty jest masywnymi słupami, między którymi umieszczono ławki do siedzenia. Na trzecim piętrze zbudowano dużą salę amfiteatralną, doświetlaną z góry wspominanymi wcześniej świetlikami z luksferów. Zachowane były oryginale dębowe ławki, tablice do pisania oraz katedra. W budynku D1 na pierwszym piętrze przewidziano urządzenie biblioteki. Natomiast w budynku D2, w jego centralnej części, znajduje się hala laboratoryjna, wysoka na kondygnacje przyziemia i parteru. Jedna z jej ścian od strony korytarzy jest oszklona, co pozwala na wgląd do hali. Tutaj sufit podparty jest masywnymi słupami i naprzemiennie filarami, rozmieszczonymi pomiędzy sekcjami wymienionego przeszklenia, pod którymi zamontowano szerokie, drewniane parapety. W obu budynkach zachowały się też w dużej części oryginalne drewniane drzwi do pomieszczeń.

## Odbiór i opinie
Skala i forma budynków sprawiają, iż w publikacjach bywają określane jako gmachy. Jak wyżej wspomniano w opiniach wyrażanych przez autorów różnych publikacji wskazuje się, że nawiązanie do obowiązującej w chwili powstania budynków doktryny socrealizmu jest powierzchowne i wskazywane są przy tym występujące w architekturze budynków odniesienia do nurtu polskiego modernizmu z lat 30. XX wieku. Wynika to z kilku przesłanek, takich jak między innymi brak charakterystycznych dla tego okresu dekoracji w masywnych bryłach budynków zastąpione syntetycznymi, skromnymi i uproszczonymi detalami, zastosowanie kamienia o różnych fakturach i odcieniach jako głównej dekoracji ścian, rytmiczność elewacji, proporcje obiektów, a także skala budynków odpowiednia dla reprezentacyjnej alei, ale bez wyraźnego monumentalizmu, czy pompatyczności obiektów. W obiektach nie odczuwa się wyraźnie eklektycznych dominacji epoki socrealizmu dzięki powściągliwości w stosowanych środkach plastycznych oraz funkcjonalnych rozwiązaniach wnętrz. Pośród cech negatywnych wymienia się stosunkowo drobne wady takie jak pewną przysadzistość brył budynków oraz monotonię długich elewacji. Jako warte zauważanie wymienia się także staranne i solidne wykonanie kamieniarki oraz elementy kowalskie, za równo zewnętrzne (jak np. kraty w oknach ukształtowane w formie ludowych pętelek), jak i występujące w niewielkiej ilości elementy wewnątrz budynków (np. kute balustrady schodowe z dębowymi pochwytami). Podkreśla się także konieczność zachowania i właściwej konserwacji elementów wnętrz takich jak posadzek, mebli, stolarki czy ślusarki, które budują jedyne we Wrocławiu wnętrza z początku lat 50. XX wieku zachowane w tak dobrym stanie.
Całą zaś kompozycję urbanistyczną, uzupełnioną pomnikiem na dziedzińcu między budynkami, uznaje się za wyważoną i tak ukształtowaną, iż nadano jej cechy autonomicznego, zamkniętego wnętrza urbanistycznego. Elewacje budynku od strony placu dzięki swojej formie nadają całej pierzei wielkomiejską skalę. Całość zaś wytycza wyraźną oś w kierunku południowym oraz oś widokową w kierunku alei Profesorów, akcentując także wejście na teren kampusu od strony placu. Odsunięcie zaś linii zabudowy od niego umożliwiło wykreowanie szerokiej, reprezentacyjnej alei wzdłuż osi Grunwaldzkiej, wobec której zabudowa wprowadza wyważoną skalę i ład przestrzenny
Także przyległa do budynków zabudowa z XXI wieku, mimo swej odmienności, nie znajduje mocnej krytyki, dzięki swej odpowiednio dobranej skali i architekturze. W szczególności budynek biblioteki, zamykający po stronie wschodniej dziedziniec między budynkami D1 i D2, uważany jest za skuteczne tło dla piaskowcowych elewacji z lat 50. XX wieku, którym jest neutralna i nowoczesna architektura tego budynku, uwzględniająca konieczność powiązania z dalszą zabudową kampusu, poprzez wykonanie odpowiedniego prześwitu w poziomie terenu.

## Ochrona
Oba budynki podlegają ochronie w ramach wpisu do gminnej ewidencji zabytków, jako: budynek D1 w zespole budynków Politechniki Wrocławskiej (kolejność obiektu w zespole: 2) oraz budynek D2 w zespole budynków Politechniki Wrocławskiej (kolejność obiektu w zespole: 1). Obowiązuje dla nich rodzaj ochrony: inny. Nieco inaczej budynki ujęte są w ewidencji wojewódzkiej, a mianowicie wymienia ona zespół budynków Politechniki Wrocławskiej, który obejmuje: budynek D1 w zespole budynków Politechniki Wrocławskiej (kolejność obiektu w zespole: 1), budynek D2 w zespole budynków Politechniki Wrocławskiej (kolejność obiektu w zespole: 2), oraz budynek pomocniczy przy D2 w zespole budynków Politechniki Wrocławskiej przy placu Grunwaldzkim 9a (kolejność obiektu w zespole: 3). Istnieją postulaty poparte analizą i określeniem wartości kulturowych obiektu, aby objąć ten zespół budynków mocniejszą ochroną zabytków poprzez wpis do rejestru zabytków.
Ponadto obszar, w ramach którego położone są budynki, także podlega ochronie jako całość. Ochrona ta jest prowadzona z ramach gminnej ewidencji zabytków. Obszar ten obejmuje historyczny układ urbanistyczny osiedla Plac Grunwaldzki, które stanowi część śródmieścia we Wrocławiu, jako założenie przestrzenne kształtowane sukcesywnie od początku XIX wieku do lat 70. XX wieku. Jest on ograniczony ulicami Stefana Wyszyńskiego, Henryka Sienkiewicza oraz korytami rzecznymi Starej Odry i rzeki Odry (Odry Głównej). Tu również rodzaj ochrony określono jako inny, stan zachowania chronionego układu urbanistycznego określa się jako 4 – dobry / 5 – bardzo dobry.

## Własność i użytkowanie
Jak wyżej zaznaczono budynki położone są w ramach kampusu Politechniki Wrocławskiej, która jest ich właścicielem, określanym jako inna osoba prawna. Posadowione są na dużej działce o polu powierzchni wynoszącym 88 322 m² z zabudową kampusu, na której rozmieszczone są także inne budynki należące do tej uczelni.
Zarówno pierwotne przeznaczenie budynku, jak i późniejsze jego użytkowanie, określane funkcją dydaktyczną. W źródłach można znaleźć, dla różnych okresów czasu, wymienione różne jednostki uczelni, które użytkowały wymienione budynki lub ich części, w tym między innymi:
- D-1:
  - Wydział Elektryczny[1][30][37][38] (współcześnie przeniesiony do nowego budynku D-20[14][30])
  - Wydział Inżynierii Środowiska[14][83], Katedra Informatyki WPPT, Katedra Podstaw Elektrotechniki i Elektrotechnologii, Oficyna Wydawnicza Politechniki Wrocławskiej[14]
- D-2:
  - Wydział Lotniczy[b][1][37][38]
  - Wydział Mechanizacji Rolnictwa[c][36][38]
  - Wydział Inżynierii Sanitarnej[36]
  - Katedra Geotechniki, Hydrotechniki, Budownictwa Podziemnego i Wodnego Politechniki Wrocławskiej[14][84], Katedra Technologii Oczyszczania Wody i Ścieków, Katedra Wodociągów i Kanalizacji[14].

## Klasyfikacja, oznaczenia i identyfikacja
Zgodnie z Klasyfikacją Środków Trwałych oba budynki klasyfikowane są jako k – oświaty nauki i kultury oraz sportowe. Właściciel obiektu, Politechnika Wrocławska, oznacza te budynku odpowiednio symbolami D-1 i D-2, choć różnych opracowaniach i publikacjach, w tym także na stronach samej Politechniki Wrocławskiej, można spotkać oznaczenia uproszczone, bez myślnika między dużą literą „D” a cyfrą, tj. D1 i D2. W zasobach geodezyjnych mają one przypisane następujące identyfikatory:
- D1:
  - Identyfikator G5 026401_1.0005.AR_34.20/1.1_BUD
  - Identyfikator IIP PL.PZGiK.112.EGiB AF2637AA-04D0-45F8-B30D-F8E158C3C918[5]
- D2:
  - Identyfikator G5 026401_1.0005.AR_34.20/1.2_BUD
  - Identyfikator IIP PL.PZGiK.112.EGiB 60652BD5-2966-4386-B597-C59799EAE724[8].